# Нация Турага
Нация Турага (англ. Turaga nation) — политическая общественная организация коренных жителей Вануату, базирующаяся в основном на острове Пентекост. Лидером организации является вождь Виралео Боборенвануа.

## Описание
Движение Нация Турага способствует возрождению традиционных меланезийских ценностей и обычаев, а также модернизации их к современным условиям. Вместо западной экономической системы, которая рассматривается как причина нищеты коренного населения архипелага и зависимости от экономически развитых стран, движение способствует развитию традиционного хозяйства, основанного на традиционных системах экономического обмена и местных формах валюты, таких как свиные клыки. Движение Нация Турага управляет созданным им банком под называнием «Танбуния», сбережения в котором складируются в гигантских корзинах. Банк разработал единицу валюты ливату, равную стоимости изогнутого бивня кабана. Также движение объявило о своих планах по печати собственной бумажной валюты.
Нация Турага основало «Меланезийский институт науки, философии, человечества и технологии» в котором ученикам предлагается альтернатива образованию в западном стиле. Также есть своя начальная школа, ученики в которой учатся на родном языке и пишут используя алфавит авоиули, разработанный в соответствии с местными традициями.